# Samorząd terytorialny
Samorząd terytorialny – forma decentralizacji władzy publicznej, w której mieszkańcy tworzą z mocy prawa wspólnotę i względnie samodzielnie decydują o realizacji zadań administracyjnych, wynikających z potrzeb tej wspólnoty na danym terytorium i dozwolonych samorządowi przez ustawy, pod określonym ustawowo nadzorem administracji rządowej.

## Geneza
Współczesny samorząd terytorialny nie jest kontynuacją samorządu terytorialnego okresu starożytności, czy średniowiecza, mimo takiego samego nazewnictwa. Samorząd miejski, czy lokalny był wówczas samorządem stanowym. Nie spełniał więc kryterium powszechności, nie obejmował wszystkich osób zamieszkujących daną jednostkę terytorialną, a jedynie wybraną grupę społeczną (np. mieszczan).
O kształtowaniu się nowoczesnego samorządu terytorialnego można mówić dopiero od czasów Rewolucji Francuskiej i reform pruskich na początku XIX wieku.
W tamtym czasie samorząd narodził się dzięki:
1. przekształceniu jednostronnego stosunku między władzą a obywatelami oraz między władzą a gminami w stosunek dwustronny, przyznający obywatelom i gminom prawa podmiotowe,
2. upadkowi państwa feudalnego i zniesieniu stanowości społeczeństwa,
3. liberalizacji (a następnie demokratyzacji) życia społecznego.

We Francji, w okresie Rewolucji, w oparciu o koncepcje prawa natury uznano, iż gminy posiadają takie same prawa jak pojedynczy obywatel. Gmina zdaniem ówczesnych posiadała więc własne, przyrodzone, niezbywalne prawa, np. prawo do własności. Stanowiła – jak uważano – twór historycznie wcześniejszy od państwa. Mówiono, iż gminy były pierwotne w stosunku do państwa. Przyznawano więc prymat zadaniom własnym gminy przed zadaniami poruczonymi (zleconymi) przez państwo. Było to zgodne z prawnonaturalną teorią samorządu.
W okresie napoleońskim faktycznie zniesiono administrację samorządową, pozostawiając instytucje samorządowe z nazwy, ale będące w rzeczywistości instytucjami państwowymi. Władze gminne (merowie) pochodziły z nominacji, a nie z wolnych wyborów, a gminy stały się najniższym rządowym okręgiem administracyjnym (municypium). Silna centralizacja administracji cechowała Francję do XX w. i była wzorcem dla innych państw europejskich.
Natomiast w Prusach, w okresie reform Steina i Hardenberga wydano Ordynację miejską z listopada 1808 roku. Przyznano tym samym samorząd gminom miejskim. Mieszczanie uzyskali prawo samodzielnego zarządzania sprawami miasta za pośrednictwem organów samorządowych, pochodzących z wyborów. Władze samorządowe wykonywały zadania własne i zlecone, pod nadzorem państwa. Akcentowano wówczas prymat państwa nad samorządem, ponieważ to państwo powoływało samorząd do życia. Było to zgodne z państwową teorią samorządu.

## Charakterystyka
Samorząd rozumiany jako organizacja mieszkańców jest przymusową korporacją prawa publicznego mieszkańców danego obszaru, mających wspólne interesy i potrzeby publiczne. Ustawodawca konstytucyjny i zwykły powierza samorządowi uprawnienie stanowienia prawa miejscowego i wykonywanie znacznej części zadań z zakresu administracji lokalnej (i ewentualnie również regionalnej, jak to jest w przypadku polskiego samorządu województwa). Za niezbędny element sytuacji prawnej samorządu terytorialnego współczesnego demokratycznego państwa prawnego uważa się kontrolowanie i ochronę tego samorządu przez niezawisłe sądy (administracyjne i powszechne) oraz rozstrzyganie przez sądy administracyjne sporów między samorządem i nadzorującą administracją rządową.
W większości współczesnych państw demokratycznych ustrój władzy lokalnej opiera się na zasadzie dualizmu, ale np. w Stanach Zjednoczonych Ameryki zamiast owego dualizmu obowiązuje znacznie większy wachlarz rozwiązań: od autonomii (mającej w szczególności postać home rule) po szczegółowe wyznaczanie kompetencji władz lokalnych w ustawach stanowych (Dillon rule). Zawsze jednak amerykański samorząd lokalny wywodzi swą legitymację z konstytucji lub ustawy stanowej, co w dużym uproszczeniu odpowiada polskiej zasadzie samorządności z tą jednak poprawką, że nie towarzyszy temu dualizm w znanej nam w Polsce postaci.
Samorząd terytorialny jest najważniejszą formą samorządności rozumianej jako przesunięcie w obrębie administracji publicznej kompetencji do załatwiania pewnych spraw grupy która mu podlega, tj. odebranie ich scentralizowanej administracji rządowej i powierzenie ich do samodzielnego rozwiązywania tej grupie społecznej, której te sprawy dotyczą. Tak znaczącej roli nie odgrywają już samorząd zawodowy, akademicki, studencki, gospodarczy.

## Zasady ustroju i działania samorządu terytorialnego
1. unitarność – państwo stanowi całość, a gminy, powiaty i województwa nie są autonomiczne w stanowieniu prawa; przeciwnie jednostki samorządu terytorialnego są tylko administracją zdecentralizowaną, czyli powstają i działają tylko na podstawie prawa krajowego (ustaw bądź rozporządzeń naczelnych organów administracyjnych);
2. subsydiarność (pomocniczość) – sprawowanie władzy publicznej powinno spoczywać w rękach instytucji najbliższych zainteresowanym obywatelom; zadania i kompetencje oraz środki finansowe przydzielane są więc w pierwszej kolejności gminom; nie należy jednostce wyższego rzędu (powiatowi, województwu) powierzać zadań, które równie dobrze mogą być wykonane przez jednostkę mniejszą; przekazanie tych zadań na poziom wyższy może nastąpić tylko wtedy, gdy ich wykonanie przekracza możliwość poziomu niższego; państwo powinno je przejmować gdy będą przez nie wykonane zdecydowanie efektywniej;
3. względna samodzielność – wykonywanie zadań na własną odpowiedzialność bez skrępowania poleceniami indywidualnymi, które pochodziłyby od innych władz publicznych, a nadzór administracji rządowej co do zasady ograniczony jest do kryterium legalności z wykluczeniem celowości;
4. demokracja – radni oraz wójtowie gmin, burmistrzowie i prezydenci miast wybierani są w wyborach demokratycznych, powszechnych, bezpośrednich, równych i tajnych.

## Cechy jednostki samorządu terytorialnego
- powstaje tylko z mocy prawa krajowego i działa w granicach przez prawo określonych,
- członkami wspólnoty samorządowej z mocy prawa są wszyscy mieszkańcy jednostki samorządu terytorialnego,
- posiada własną demokratyczną organizację ustaloną przez ustawę i własny statut,
- powołana do wykonywania zadań z zakresu administracji publicznej w formach właściwych dla tej administracji,
- corocznie uchwala własny budżet, niebędący częścią budżetu państwa, ani budżetu innej jednostki samorządu terytorialnego,
- jest podmiotem zarówno prawa publicznego (dysponując kompetencjami administracyjnoprawnymi), jak i podmiotem prawa prywatnego (osobą prawa cywilnego, mającą zdolność sądową),
- swe decyzje podejmuje w imieniu własnym i na własną odpowiedzialność,
- jej względną samodzielność ogranicza zdecentralizowany nadzór organów państwowych o charakterze weryfikacyjnym, z reguły ograniczony do kryterium legalności,
- kontrolowana i chroniona przez niezawisłe sądy administracyjne i sądy powszechne.

## Samorząd terytorialny w Polsce
W Polsce (na wzór innych państw kontynentu europejskiego) obowiązuje zasada subsydiarności, zgodnie z którą zasadnicza część zadań administracyjnych, niemająca znaczenia ogólnokrajowego, jest realizowana przez organy jednostek samorządu terytorialnego podporządkowane odpowiedniej wspólnocie lokalnej (gminnej, powiatowej) bądź regionalnej (wojewódzkiej), które reprezentują jej interesy:
- na poziomie gminnym organy samorządowe są w praktyce najczęściej jedynymi organami administracji publicznej[4],
- na poziomie powiatu (albo miasta na prawach powiatu) większość zadań wykonywana jest przez organy samorządowe, tj. starostę i zarząd powiatu (albo prezydenta miasta na prawach powiatu) oraz podległe staroście (prezydentowi miasta na prawach powiatu) organy administracji zespolonej w powiecie (mieście na prawach powiatu), a jedynie niewielki wycinek zadań jest realizowana przez organy administracji niezespolonej, które w ramach tzw. pionizacji wyłączone są spod zwierzchnictwa organów samorządu powiatowego (miasta na prawach powiatu), podlegając za to odpowiednim organom administracji niezespolonej na szczeblu wojewódzkim (z wyjątkiem nietypowego rozwiązania dotyczącego powiatowego lekarza weterynarii, który pomimo bycia organem administracji niezespolonej w powiecie (mieście na prawach powiatu) podlega wojewódzkiemu lekarzowi weterynarii, będącemu w województwie organem administracji zespolonej podległym wojewodzie), a te z kolei bezpośrednio (hierarchicznie) podporządkowane są zwykle Radzie Ministrów, Premierowi, poszczególnym ministrom lub centralnym organom administracji rządowej[5]
- na poziomie województwa kompetencje są rozdzielone pomiędzy organy samorządu wojewódzkiego (marszałka i zarząd województwa), organy administracji zespolonej podlegające mianowanemu przez rząd wojewodzie, a także organy administracji niezespolonej w województwie, podlegające zwykle Radzie Ministrów, Premierowi, poszczególnym ministrom lub centralnym organom administracji rządowej[6].